# The Gold Experience
The Gold Experience è il diciassettesimo album da studio del cantante e musicista statunitense Prince, pubblicato nel 1995 dall'etichetta Warner Bros. Records e dalla NPG Records.

## Tracce
Tutte le canzoni scritte da Prince, tranne dove indicato.
1. P. Control – 5:59
2. NPG Operator #1 - 0:10
3. Endorphinmachine – 4:07
4. Shhh – 7:18
5. We March (Prince, Nona Gaye) – 4:49
6. NPG Operator #2 - 0:16
7. The Most Beautiful Girl in the World – 4:25
8. Dolphin – 4:59
9. NPG Operator #3 - 0:18
10. Now – 4:30
11. NPG Operator #4 - 0:31
12. 319 – 3:05
13. NPG Operator #5 - 0:10
14. Shy – 5:04
15. Billy Jack Bitch (Prince, Michael B. Nelson) – 5:32
16. Eye Hate U – 5:54
17. NPG Operator #6 - 0:44
18. Gold – 7:23

Bonus tracks edizione speciale in vinile
1. Eye Hate U (Extended Remix) – 6:17
2. Eye Hate U (LP Version) – 6:08
3. Eye Hate U (Quiet Night Mix) – 3:56
4. Eye Hate U (Single Version with Guitar Solo) – 4:25
5. Eye Hate U (Edit - No Guitar Ending) – 3:48

## Classifiche
| Classifica (1995) | Posizione massima |
| ----------------- | ----------------- |
| Australia         | 13                |
| Austria           | 28                |
| Belgio (Fiandre)  | 5                 |
| Canada            | 35                |
| Finlandia         | 24                |
| Germania          | 24                |
| Italia            | 12                |
| Norvegia          | 12                |
| Paesi Bassi       | 3                 |
| Regno Unito       | 4                 |
| Stati Uniti       | 6                 |
| Stati Uniti (R&B) | 2                 |
| Svezia            | 11                |
| Svizzera          | 7                 |